# Taphrina betulae
Taphrina betulae är en svampart som först beskrevs av den tyske botanikern Karl Wilhelm Gottlieb Leopold Fuckel, och fick sitt nu gällande namn av Carl Johan Johanson 1886. Arten ingår i blåssvampssläktet (Taphrina) och familjen häxkvastsvampar.  Arten är reproducerande i Sverige. Inga underarter finns listade i Catalogue of Life.